# Bahnstrecke Nauendorf–Gerlebogk
| Streckennummer: | 6804                                               |                                 |                                 |
| Kursbuchstrecke: | 115 c (1921) 156 h (1934) 181d (1944) 204 b (1963) |                                 |                                 |
| Streckenlänge: | 15,15 km                                           |                                 |                                 |
| Spurweite: | 1435 mm (Normalspur)                               |                                 |                                 |
| Maximale Neigung: | 25 ‰                                               |                                 |                                 |
| Minimaler Radius: | 200 m                                              |                                 |                                 |
| Streckengeschwindigkeit: | 40 km/h                                            |                                 |                                 |
| |                                                    |                                 |                                 |
| \| \| \| von Halle \| \| \| \| 0,0 \| Nauendorf (Saalkr) \| Nauendorf (Saalkr) \| \| \| \| nach Halberstadt \| \| \| \| 0,2 \| Nauendorf (Saalkr) Nord \| Nauendorf (Saalkr) Nord \| \| \| 2,8 \| Domnitz (Saalkreis) Kautzenberg \| Domnitz (Saalkreis) Kautzenberg \| \| \| 4,7 \| Löbejün (Saalkr) \| Löbejün (Saalkr) \| \| \| \| Anschlussgleis zur Zeche Plötz \| \| \| \| 6,9 \| Gottgau \| Gottgau \| \| \| \| frühere Grenze Preußen / Anhalt \| \| \| \| 8,8 \| Werdershausen \| Werdershausen \| \| \| 11,3 \| Gröbzig (Anh) \| Gröbzig (Anh) \| \| \| 15,2 \| Gerlebogk \| Gerlebogk \| \| \| \| nach Biendorf \| \| |                                                    |                                 |                                 |
| Strecke |                                                    | von Halle                       | von Halle                       |
| Bahnhof | 0,0                                                | Nauendorf (Saalkr)              | Nauendorf (Saalkr)              |
| Abzweig geradeaus und nach links |                                                    | nach Halberstadt                | nach Halberstadt                |
| ehemaliger Dienststation / Betriebs- oder Güterbahnhof | 0,2                                                | Nauendorf (Saalkr) Nord         | Nauendorf (Saalkr) Nord         |
| ehemaliger Betriebs-/Güterbahnhof Strecke ab hier außer Betrieb | 2,8                                                | Domnitz (Saalkreis) Kautzenberg | Domnitz (Saalkreis) Kautzenberg |
| Spitzkehrbahnhof rechts | 4,7                                                | Löbejün (Saalkr)                | Löbejün (Saalkr)                |
| Abzweig geradeaus und von rechts (Strecke außer Betrieb) |                                                    | Anschlussgleis zur Zeche Plötz  | Anschlussgleis zur Zeche Plötz  |
| Haltepunkt / Haltestelle (Strecke außer Betrieb) | 6,9                                                | Gottgau                         | Gottgau                         |
| Grenze (Strecke außer Betrieb) |                                                    | frühere Grenze Preußen / Anhalt | frühere Grenze Preußen / Anhalt |
| Haltepunkt / Haltestelle (Strecke außer Betrieb) | 8,8                                                | Werdershausen                   | Werdershausen                   |
| Bahnhof (Strecke außer Betrieb) | 11,3                                               | Gröbzig (Anh)                   | Gröbzig (Anh)                   |
| Bahnhof (Strecke außer Betrieb) | 15,2                                               | Gerlebogk                       | Gerlebogk                       |
| Strecke (außer Betrieb) |                                                    | nach Biendorf                   | nach Biendorf                   |

Die Bahnstrecke Nauendorf–Gerlebogk ist eine eingleisige Nebenbahn in Sachsen-Anhalt. Die 15,2 km lange Strecke zweigte nördlich von Halle (Saale) am Bahnhof Nauendorf (Saalkr) im Saalekreis von der Bahnstrecke Halle–Halberstadt ab und verlief in nördlicher Richtung nach Löbejün. Vom dortigen Kopfbahnhof, wo die Bahnverwaltung der Nauendorf-Gerlebogker Eisenbahn-Gesellschaft (NGE) ihren Sitz hatte, führte die Bahn weiter auf anhaltischem Gebiet über Gröbzig nach Gerlebogk; hier bestand Anschluss an die Bahnstrecke Biendorf–Gerlebogk. Die 1900 eröffnete Bahnstrecke ist heute größtenteils stillgelegt, nur ein circa 3 km langes Teilstück wird noch im Güterverkehr befahren.

## Geschichte

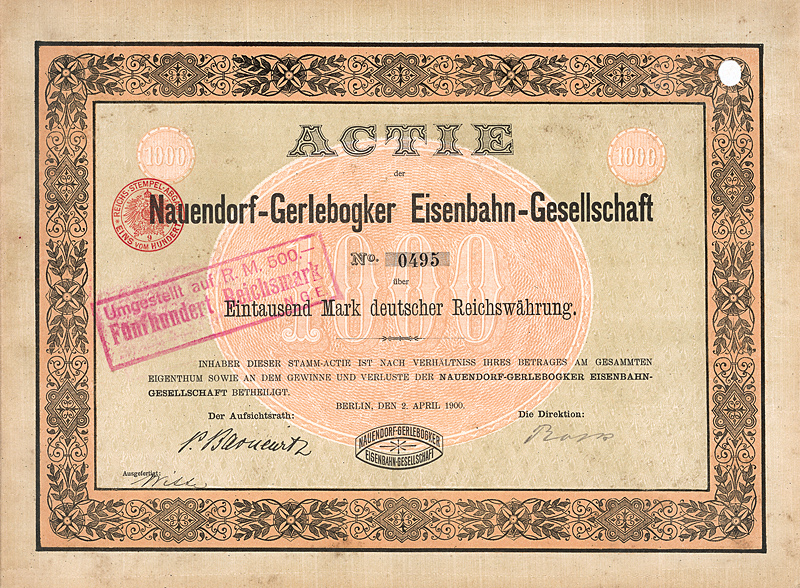
Aktie über 1000 Mark der Naundorf-Gerlebogker Eisenbahn-Gesellschaft vom 2. April 1900

Schon seit dem Ende des 17. Jahrhunderts wurden um die beiden Kleinstädte Löbejün und Gröbzig Stein- und Braunkohle abgebaut. Nach der Reichsgründung 1871 kam es zum Niedergang des Bergbaus, da sämtliche geförderte Kohle aufwendig per Pferdefuhrwerk abtransportiert werden musste. Nachteilig wirkte sich vor allem die 1853 eröffnete Preußlitzer Kohlenbahn der Anhalt-Cöthen-Bernburger Eisenbahn-Gesellschaft (ACBE) aus, durch die die benachbarten Gruben im Herzogtum Anhalt deutliche Wettbewerbsvorteile hatten. Auch die Zuckerindustrie und Porphyr-Steinbrüche litten unter den schlechten Verkehrsbedingungen. Somit wurde ein Eisenbahnanschluss immer dringender benötigt, allerdings hatte der Saalkreis vorerst keine Möglichkeit für einen Bahnbau.
Schon in den 1860er Jahren, als die Magdeburg-Halberstädter Eisenbahngesellschaft (MHE) die Bahnstrecke Halle–Halberstadt plante, hatte man in Löbejün Hoffnung auf eine Eisenbahnverbindung. Doch die MHE wählte eine kürzere Trassenführung über Nauendorf. Wenigstens richtete die Stadt Löbejün eine Pferdeomnibusverbindung an den 1872 eröffneten Abschnitt Halle–Könnern ein. Weitere Bitten an die MHE und die ACBE eine Bahnstrecke nach Löbejün zu bauen blieben erfolglos. Auch die nach der Übernahme der MHE durch die Preußische Staatsbahn geplante Querverbindung verlief nicht über Löbejün, stattdessen wurde sie als Bahnstrecke Könnern–Baalberge eröffnet.
Fortan suchte Löbejün selber nach Kapitalgebern für einen Bahnbau. Der Vorschlag der Vereinigte Eisenbahn-Bau- und Betriebsgesellschaft für eine Strecke Nauendorf–Löbejün–Gröbzig–Gerlebogk wurde zunächst abgelehnt. Zusammen mit dem Landkreis Bitterfeld verfolgte der Saalkreis eine Verlängerung der Saftbahn Bitterfeld–Stumsdorf. Dies wurde nicht konzessioniert, auch der Bau einer Schmalspurbahn scheiterte, daher wurde die Nebenbahn Nauendorf–Gerlebogk Ende der 1890er Jahre doch noch genehmigt.
Die Nauendorf-Gerlebogker Eisenbahn-Gesellschaft (NGE) wurde am 24. Januar 1899 von der Vereinigten Eisenbahnbau- und Betriebs-Gesellschaft gegründet. Zuvor hatte 1898 die Vereinigte Eisenbahnbau- und Betriebs-Gesellschaft schon die Konzession für die Bahnstrecke erhalten und begann mit den Bauarbeiten.
Besonders die sumpfige Fuhneaue stellte den Bahnbau vor einige Hindernisse, dennoch konnte im Mai 1900 der Güterverkehr auf dem Abschnitt Nauendorf–Gottgau aufgenommen werden. Am 18. Juli 1900 wurde der Personenverkehr auf dem Abschnitt Nauendorf–Gröbzig aufgenommen, ab 5. Oktober 1900 auch das letzte Streckenstück bis Gerlebogk befahren. Die Betriebsführung wurde von der NGE an Vereinigte Eisenbahnbau- und Betriebs-Gesellschaft übergeben.
Diese übernahm 1901 die Betriebsführung auf der Preußlitzer Kohlenbahn und führte den Personenverkehr ein. Künftig bestanden direkte Verbindungen zwischen Biendorf und Nauendorf.
Ab 1921 wickelte die NGE die Betriebsführung selbst ab. 1926 wurde der Verkehr auf der Preußlitzer Kohlenbahn von der Deutschen Reichsbahn durchgeführt, welche bis 1929 noch den Personenverkehr der NGE überließ.
Die Aktienmehrheit der NGE ging 1927 auf die AG für Verkehrswesen über, die die NGE 1928 der Betriebsführung durch die Firma Lenz & Co unterstellte.
Den stets schwachen Personenverkehr übertrug man aus wirtschaftlichen Gründen – bis auf ein Zugpaar Nauendorf–Löbejün – ab 15. Mai 1929 einer Kraftpostlinie, die auch direkte Busse nach Halle und Köthen einsetzte. Kriegsbedingt wurde er während des Zweiten Weltkriegs wieder auf die Schiene verlegt. Im Sommerfahrplan 1944 waren zwei werktägliche Zugpaare zwischen Nauendorf und Löbejün verzeichnet.
Nach Ende des Zweiten Weltkrieges wurde die Gesellschaft enteignet und die Bahn zunächst ab 15. Dezember 1946 den Sächsischen Provinzbahnen GmbH, dann ab 1. Januar 1950 der Deutschen Reichsbahn zugeteilt.
Am 28. September 1963 wurde der Reiseverkehr eingestellt.
Der Güterverkehr lebte von Transporten für Kohlengruben, Steinbrüche und Zuckerfabriken. Er wurde am Jahresende 1973 zwischen Gottgau und Gerlebogk eingestellt, während er noch bis 22. Mai 1993 Gottgau erreichte, wo eine Anschlussbahn zur Zeche Plötz abging.
Bis 1999 wurde noch Löbejün angefahren, danach die Strecke ab Domnitz (Saalkr) Kautzenberg gesperrt. Das letzte Streckenstück bis Domnitz (Saalkr) Kautzenberg wurde 2000 in ein Bahnhofsnebengleis umgewandelt. Bis heute wird darüber ein Natursteinwerk bedient.

## Überlieferung
Die Überlieferung zur Nauendorf-Gerlebogker Eisenbahn-Gesellschaft befindet sich in der Abteilung Dessau des Landesarchivs Sachsen-Anhalt. 